# Бразилія на Чемпіонаті світу з водних видів спорту 2015
Бразилія взяла участь у Чемпіонаті світу з водних видів спорту 2015, який пройшов у Казані (Росія) від 24 липня до 9 серпня.

## Медалісти
| Медаль | Ім'я                                               | Вид спорту                 | Дисципліна                     | Дата     |
| ------ | -------------------------------------------------- | -------------------------- | ------------------------------ | -------- |
| 1      | Ана Марсела Кунья                                  | Плавання на відкритій воді | 25 км (жінки)                  | 1 серпня |
| 2      | Ана Марсела Кунья Аллан до Кармо Діого Вільяріньйо | Плавання на відкритій воді | командні змагання              | 30 липня |
| 2      | Ніколас Сантуш                                     | Плавання                   | 50 м батерфляєм (чоловіки)     | 3 серпня |
| 2      | Етьєн Медейрос                                     | Плавання                   | 50 м на спині (жінки)          | 6 серпня |
| 2      | Тьяго Перейра                                      | Плавання                   | 200 м комплексом (чоловіки)    | 6 серпня |
| 3      | Ана Марсела Кунья                                  | Плавання на відкритій воді | 10 км (жінки)                  | 28 липня |
| 3      | Бруно Фратус                                       | Плавання                   | 50 м вільним стилем (чоловіки) | 8 серпня |

## Стрибки у воду
Чоловіки
| Спортсмен                    | Дисципліна                   | Попередні змагання | Попередні змагання | Півфінали       | Півфінали       | Фінал           | Фінал           |
| Спортсмен                    | Дисципліна                   | Очки               | Місце              | Очки            | Місце           | Очки            | Місце           |
| ---------------------------- | ---------------------------- | ------------------ | ------------------ | --------------- | --------------- | --------------- | --------------- |
| Сезар Кастро                 | Трамплін, 3 метри            | 419.30             | 17 Q               | 430.30          | 14              | Завершив виступ | Завершив виступ |
| Ян Матос                     | Трамплін, 3 метри            | 403.85             | 23                 | Завершив виступ | Завершив виступ | Завершив виступ | Завершив виступ |
| Жаксон Олівейра              | Вишка, 10 метрів             | 318.55             | 40                 | Завершив виступ | Завершив виступ | Завершив виступ | Завершив виступ |
| Ізаак Соуза                  | Вишка, 10 метрів             | 352.25             | 36                 | Завершив виступ | Завершив виступ | Завершив виступ | Завершив виступ |
| Ян Матос Луїс Феліпе Отерело | Синхронний трамплін, 3 метри | 370.08             | =13                | Н/Д             | Н/Д             | Завершив виступ | Завершив виступ |
| Жаксон Олівейра Ізаак Соуза  | Синхронна вишка, 10 метрів   | 335.91             | 19                 | Н/Д             | Н/Д             | Завершив виступ | Завершив виступ |

Жінки
| Спортсменка                        | Дисципліна                   | Попередні змагання | Попередні змагання | Півфінали        | Півфінали        | Фінал            | Фінал            |
| Спортсменка                        | Дисципліна                   | Очки               | Місце              | Очки             | Місце            | Очки             | Місце            |
| ---------------------------------- | ---------------------------- | ------------------ | ------------------ | ---------------- | ---------------- | ---------------- | ---------------- |
| Луана Ліра                         | Трамплін, 1 метр             | 180.35             | 37                 | Н/Д              | Н/Д              | Завершила виступ | Завершила виступ |
| Жуліана Велозу                     | Трамплін, 1 метр             | 226.90             | 25                 | Н/Д              | Н/Д              | Завершила виступ | Завершила виступ |
| Луана Ліра                         | Трамплін, 3 метри            | 255.05             | 28                 | Завершила виступ | Завершила виступ | Завершила виступ | Завершила виступ |
| Жуліана Велозу                     | Трамплін, 3 метри            | 213.75             | 43                 | Завершила виступ | Завершила виступ | Завершила виступ | Завершила виступ |
| Інгрід де Олівейра                 | Вишка, 10 метрів             | 291.95             | 25                 | Завершила виступ | Завершила виступ | Завершила виступ | Завершила виступ |
| Жованна Педрозо                    | Вишка, 10 метрів             | 301.40             | 22                 | Завершила виступ | Завершила виступ | Завершила виступ | Завершила виступ |
| Таммі Такагі Жуліана Велозу        | Синхронний трамплін, 3 метри | 228.87             | 18                 | Н/Д              | Н/Д              | Завершила виступ | Завершила виступ |
| Інгрід де Олівейра Жованна Педрозо | Синхронна вишка, 10 метрів   | 256.32             | 15                 | Н/Д              | Н/Д              | Завершила виступ | Завершила виступ |

Змішаний
| Спортсмени                             | Дисципліна                   | Фінал  | Фінал |
| Спортсмени                             | Дисципліна                   | Очки   | Місце |
| -------------------------------------- | ---------------------------- | ------ | ----- |
| Ян Матос Жуліана Велозу                | Синхронний трамплін, 3 метри | 249.60 | 13    |
| Інгрід де Олівейра Луїс Феліпе Отерело | Синхронна вишка, 10 метрів   | 283.68 | 12    |

## Хай-дайвінг
| Спортсмен      | Дисципліна | Очки   | Місце |
| -------------- | ---------- | ------ | ----- |
| Жаклін Валенте | жінки      | 186.60 | 8     |

## Плавання на відкритій воді
Восьмеро бразильських спортсменів кваліфікувалися на змагання з плавального марафону на відкритій воді.
Чоловіки
| Спортсмен         | Дисципліна | Час       | Місце |
| ----------------- | ---------- | --------- | ----- |
| Самуел де Бона    | 5 км       | 55:25.9   | 14    |
| Віктор Колонезе   | 5 км       | 55:24.4   | 9     |
| Аллан до Кармо    | 10 км      | 1:50:23.1 | 9     |
| Аллан до Кармо    | 25 км      | 5:06:27.9 | 16    |
| Діого Вільяріньйо | 10 км      | 1:50:48.8 | 21    |
| Діого Вільяріньйо | 25 км      | 5:11:04.2 | 18    |

Жінки
| Спортсменка            | Дисципліна | Час           | Місце         |
| ---------------------- | ---------- | ------------- | ------------- |
| Кароліна Біліш         | 5 км       | 1:00:07.2     | 17            |
| Ана Марсела Кунья      | 10 км      | 1:58:26.5     | 3             |
| Ана Марсела Кунья      | 25 км      | 5:13:47.3     | 1             |
| Бетіна Лоршейттер      | 5 км       | 59:57.8       | 15            |
| Бетіна Лоршейттер      | 25 км      | Не фінішувала | Не фінішувала |
| Поліана Окімото Цінтра | 10 км      | 1:58:28.8     | 6             |

Змішаний
| Спортсмени                                         | Дисципліна | Час     | Місце |
| -------------------------------------------------- | ---------- | ------- | ----- |
| Ана Марсела Кунья Аллан до Кармо Діого Вільяріньйо | Команда    | 55:31.2 | 2     |

## Плавання
Бразильські плавці виконали кваліфікаційні нормативи в дисциплінах, які наведено в таблиці (не більш як 2 плавці на одну дисципліну за часом нормативу A, і не більш як 1 плавець на одну дисципліну за часом нормативу B): Swimmers must qualify at the 2015 Maria Lenk Trophy (for pool events) to confirm their places for the Worlds.
Чоловіки
| Спортсмен                                                      | Дисципліна                           | Попередній заплив | Попередній заплив | Півфінал        | Півфінал        | Фінал            | Фінал            |
| Спортсмен                                                      | Дисципліна                           | Час               | Місце             | Час             | Місце           | Час              | Місце            |
| -------------------------------------------------------------- | ------------------------------------ | ----------------- | ----------------- | --------------- | --------------- | ---------------- | ---------------- |
| Марсело Черігіні                                               | 100 м вільним стилем                 | 48.92             | 15 Q              | 48.37           | 6 Q             | 48.27            | 5                |
| Сезар Сьєло                                                    | 50 м вільним стилем                  | DNS               | DNS               | Завершив виступ | Завершив виступ | Завершив виступ  | Завершив виступ  |
| Сезар Сьєло                                                    | 50 м батерфляєм                      | 23.66             | 14 Q              | 23.29           | 8 Q             | 23.21            | 6                |
| Леонардо де Деус                                               | 200 м на спині                       | 1:57.73           | 10 Q              | 1:57.96         | 13              | Завершив виступ  | Завершив виступ  |
| Леонардо де Деус                                               | 200 м батерфляєм                     | 1:55.83           | 5 Q               | 1:56.02         | 9               | Завершив виступ  | Завершив виступ  |
| Феліпе Франса Сілва                                            | 50 м брасом                          | 27.10             | 5 Q               | 26.87           | 4 Q             | 26.87            | 4                |
| Феліпе Франса Сілва                                            | 100 м брасом                         | 59.56             | 5 Q               | 59.89           | 11              | Завершив виступ  | Завершив виступ  |
| Феліпе Франса Сілва                                            | 200 м брасом                         | 2:16.13           | 38                | Завершив виступ | Завершив виступ | Завершив виступ  | Завершив виступ  |
| Бруно Фратус                                                   | 50 м вільним стилем                  | 22.01             | 5 Q               | 21.60           | 3 Q             | 21.55            | 3                |
| Гільєрме Гвідо                                                 | 50 м на спині                        | 25.29             | =16               | Завершив виступ | Завершив виступ | Завершив виступ  | Завершив виступ  |
| Гільєрме Гвідо                                                 | 100 м на спині                       | 53.57             | 6 Q               | 53.88           | 14              | Завершив виступ  | Завершив виступ  |
| Феліпе Ліма                                                    | 50 м брасом                          | 27.37             | 8 Q               | 27.50           | =12             | Завершив виступ  | Завершив виступ  |
| Феліпе Ліма                                                    | 100 м брасом                         | 1:00.26           | =14 Q             | 1:00.19         | 13              | Завершив виступ  | Завершив виступ  |
| Жуан де Лукка                                                  | 200 м вільним стилем                 | 1:47.47           | 14 Q              | 1:48.23         | 16              | Завершив виступ  | Завершив виступ  |
| Артур Мендес                                                   | 100 м батерфляєм                     | 52.55             | 24                | Завершив виступ | Завершив виступ | Завершив виступ  | Завершив виступ  |
| Ніколас Олівейра                                               | 200 м вільним стилем                 | 1:48.23           | 23                | Завершив виступ | Завершив виступ | Завершив виступ  | Завершив виступ  |
| Тьяго Перейра                                                  | 100 м батерфляєм                     | DNS               | DNS               | Завершив виступ | Завершив виступ | Завершив виступ  | Завершив виступ  |
| Тьяго Перейра                                                  | 200 м комплексом                     | 1:59.18           | 8 Q               | 1:57.33         | 3 Q             | 1:56.65          | 2                |
| Тьяго Перейра                                                  | 400 м комплексом                     | DNS               | DNS               | Н/Д             | Н/Д             | Завершив виступ  | Завершив виступ  |
| Енріке Родрігес                                                | 200 м комплексом                     | 1:58.95           | 6 Q               | 1:58.45         | 7 Q             | 1:58.52          | 7                |
| Матеус Сантана                                                 | 100 м вільним стилем                 | 48.81             | 12 Q              | 48.52           | 9               | Завершив виступ  | Завершив виступ  |
| Ніколас Сантуш                                                 | 50 м батерфляєм                      | 23.41             | 6 Q               | 23.05           | 2 Q             | 23.09            | 2                |
| Тіаго Сімон                                                    | 200 м брасом                         | 2:14.28           | 29                | Завершив виступ | Завершив виступ | Завершив виступ  | Завершив виступ  |
| Тіаго Сімон                                                    | 400 м комплексом                     | DNS               | DNS               | Н/Д             | Н/Д             | Завершив виступ  | Завершив виступ  |
| Марсело Черігіні Матеус Сантана Бруно Фратус Жуан де Лукка     | естафета 4x100 метрів вільним стилем | 3:13.99           | 2 Q               | Н/Д             | Н/Д             | 3:13.22          | 4                |
| Луїс Алтамір Мело Жуан де Лукка Тьяго Перейра Ніколас Олівейра | естафета 4x200 метрів вільним стилем | 7:16.85           | 15                | Н/Д             | Н/Д             | Завершили виступ | Завершили виступ |
| Гільєрме Гвідо Феліпе Ліма Артур Мендес Марсело Черігіні       | естафета 4x100 метрів комплексом     | 3:34.73           | 10                | Н/Д             | Н/Д             | Завершили виступ | Завершили виступ |

Жінки
| Спортсменка                                                                           | Дисципліна                           | Попередній заплив | Попередній заплив | Півфінал         | Півфінал         | Фінал            | Фінал            |
| Спортсменка                                                                           | Дисципліна                           | Час               | Місце             | Час              | Місце            | Час              | Місце            |
| ------------------------------------------------------------------------------------- | ------------------------------------ | ----------------- | ----------------- | ---------------- | ---------------- | ---------------- | ---------------- |
| Женніфер Консейсау                                                                    | 50 м брасом                          | 31.44             | 21                | Завершила виступ | Завершила виступ | Завершила виступ | Завершила виступ |
| Женніфер Консейсау                                                                    | 100 м брасом                         | 1:10.14           | 36                | Завершила виступ | Завершила виступ | Завершила виступ | Завершила виступ |
| Даєні Діас                                                                            | 100 м батерфляєм                     | 59.75             | 31                | Завершила виступ | Завершила виступ | Завершила виступ | Завершила виступ |
| Граціель Геррманн                                                                     | 50 м вільним стилем                  | 25.25             | 21                | Завершила виступ | Завершила виступ | Завершила виступ | Завершила виступ |
| Граціель Геррманн                                                                     | 100 м вільним стилем                 | 55.80             | 34                | Завершила виступ | Завершила виступ | Завершила виступ | Завершила виступ |
| Мануелла Ліріо                                                                        | 200 м вільним стилем                 | 1:58.68           | 16 Q              | 1:59.28          | 15               | Завершила виступ | Завершила виступ |
| Мануелла Ліріо                                                                        | 400 м вільним стилем                 | 4:10.57 NR        | 16                | Н/Д              | Н/Д              | Завершила виступ | Завершила виступ |
| Жоанна Мело                                                                           | 200 м на спині                       | 2:12.26           | 21                | Завершила виступ | Завершила виступ | Завершила виступ | Завершила виступ |
| Жоанна Мело                                                                           | 200 м батерфляєм                     | 2:09.77           | 16 Q              | 2:09.69          | 16               | Завершила виступ | Завершила виступ |
| Жоанна Мело                                                                           | 200 м комплексом                     | 2:12.74           | 11 Q              | 2:12.64          | 12               | Завершила виступ | Завершила виступ |
| Жоанна Мело                                                                           | 400 м комплексом                     | 4:44.40           | 19                | Н/Д              | Н/Д              | Завершила виступ | Завершила виступ |
| Етьєн Медейрос                                                                        | 50 м вільним стилем                  | 24.97             | 13 Q              | 25.03            | 16               | Завершила виступ | Завершила виступ |
| Етьєн Медейрос                                                                        | 50 м на спині                        | 27.74             | 2 Q               | 27.41            | 2 Q              | 27.26 AM         | 2                |
| Етьєн Медейрос                                                                        | 100 м на спині                       | 1:00.33           | 10 Q              | 59.97            | 9                | Завершила виступ | Завершила виступ |
| Ларісса Олівейра                                                                      | 100 м вільним стилем                 | 55.02             | 19                | Завершила виступ | Завершила виступ | Завершила виступ | Завершила виступ |
| Ларісса Олівейра                                                                      | 200 м вільним стилем                 | 2:00.35           | 27                | Завершила виступ | Завершила виступ | Завершила виступ | Завершила виступ |
| Дайнара де Паула                                                                      | 50 м батерфляєм                      | 26.49             | 16 Q              | 26.24            | 13               | Завершила виступ | Завершила виступ |
| Дайнара де Паула                                                                      | 100 м батерфляєм                     | 58.59             | 18                | Завершила виступ | Завершила виступ | Завершила виступ | Завершила виступ |
| Ларісса Олівейра Граціель Геррманн Етьєн Медейрос Дайнара де Паула                    | естафета 4x100 метрів вільним стилем | 3:40.24           | 11                | Н/Д              | Н/Д              | Завершила виступ | Завершила виступ |
| Мануелла Ліріо Джессіка Кавалейру Жоанна Мело Ларісса Олівейра                        | естафета 4x200 метрів вільним стилем | 7:57.15           | 10                | Н/Д              | Н/Д              | Завершили виступ | Завершили виступ |
| Женніфер Консейсау Граціель Геррманн Етьєн Медейрос Ларісса Олівейра Дайнара де Паула | естафета 4x100 метрів комплексом     | 4:03.24           | 14                | Н/Д              | Н/Д              | Завершили виступ | Завершили виступ |

Змішаний
| Спортсмени                                                                      | Дисципліна                           | Попередній заплив | Попередній заплив | Фінал            | Фінал            |
| Спортсмени                                                                      | Дисципліна                           | Час               | Місце             | Час              | Місце            |
| ------------------------------------------------------------------------------- | ------------------------------------ | ----------------- | ----------------- | ---------------- | ---------------- |
| Матеус Сантана Бруно Фратус Ларісса Олівейра Дайнара де Паула Марсело Черігіні* | естафета 4x100 метрів вільним стилем | 3:27.75           | =7 Q              | 3:25.58          | 6                |
| Дайнара де Паула Феліпе Ліма Даєні Діас Жуан де Лукка                           | естафета 4x100 метрів комплексом     | 3:53.45           | 9                 | Завершили виступ | Завершили виступ |

## Синхронне плавання
Повна команда з одинадцяти бразильських спортсменок кваліфікувалася на змагання з синхронного плавання в наведених нижче дисциплінах.
| Спортсмен | Дисципліна                    | Попередні змагання | Попередні змагання | Фінал            | Фінал            |
| Спортсмен | Дисципліна                    | Очки               | Місце              | Очки             | Місце            |
| --- | ----------------------------- | ------------------ | ------------------ | ---------------- | ---------------- |
| Луїса Боржес Дуда Міккусі | дует, технічна програма       | 81.7065            | 14                 | Завершили виступ | Завершили виступ |
| Луїса Боржес Дуда Міккусі | дует, довільна програма       | 84.2000            | 12 Q               | 84.4667          | 12               |
| Марія Бруно Марія Клара Котіньйо Беатріс Ферес Бранса Фереш Дуда Міккусі Лорена Молінос Памела Ногейра Лара Тейшейра                              | група, технічна програма      | 83.0283            | 12 Q               | 82.9372          | 11               |
| Луїса Боржес Марія Бруно Беатріс Ферес Бранса Фереш Сабрін Лові Лорена Молінос Памела Ногейра Лара Тейшейра                                       | група, довільна програма      | 85.3333            | 11 Q               | 85.2667          | 11               |
| Марія Бруно Марія Клара Котіньйо Жуліана Даміко Беатріс Ферес Бранса Фереш Сабрін Лові Лорена Молінос Памела Ногейра Жіована Стефан Лара Тейшейра | комбінація, довільна програма | 84.1000            | 10 Q               | 84.8000          | 10               |

## Водне поло

### Чоловічий турнір
Склад команди
- Вінісіус Антонеллі
- Жонас Крівелла
- Гільєрме Гомес
- Івес Гонсалес
- Паулу Салемі
- Бернардо Гомес
- Адріан Делгадо
- Феліпе Коста е Сілва
- Бернардо Роша
- Феліпе Перроне
- Густаво Гімараєш
- Жозіп Врлік
- Тьє Безерра[4]

Груповий етап
| Поз | Команда  | І | В | Н | П | ГЗ | ГП | РГ  | О | Кваліфікація         |
| --- | -------- | - | - | - | - | -- | -- | --- | - | -------------------- |
| 1   | Хорватія | 3 | 3 | 0 | 0 | 39 | 17 | +22 | 6 | Вийшли у чвертьфінал |
| 2   | Канада   | 3 | 2 | 0 | 1 | 25 | 20 | +5  | 4 | Вийшли в плей-оф     |
| 3   | Бразилія | 3 | 0 | 1 | 2 | 24 | 29 | −5  | 1 | Вийшли в плей-оф     |
| 4   | КНР      | 3 | 0 | 1 | 2 | 12 | 34 | −22 | 1 |                      |

| 27 липня 2015 10:50 | протокол | Бразилія                                 | 9 – 9 | КНР                   | Казань Attendance: 700 |
| 27 липня 2015 10:50 | протокол | Рахунок за періодами: 3–4, 2–1, 3–4, 1–0 |       |                       | Казань Attendance: 700 |
| 27 липня 2015 10:50 | протокол | Перроне 4                                | Голів | Дун Тао, Чжан Чуфен 3 | Казань Attendance: 700 |

| 29 липня 2015 21:30 | протокол | Хорватія                                 | 10 – 9 | Бразилія       | Казань Attendance: 230 |
| 29 липня 2015 21:30 | протокол | Рахунок за періодами: 4–2, 4–2, 1–2, 1–3 |        |                | Казань Attendance: 230 |
| 29 липня 2015 21:30 | протокол | Сукно 3                                  | Голів  | троє гравців 2 | Казань Attendance: 230 |

| 31 липня 2015 20:10 | протокол | Бразилія                                 | 6 – 10 | Канада           | Казань Attendance: 230 |
| 31 липня 2015 20:10 | протокол | Рахунок за періодами: 0–3, 3–3, 2–3, 1–1 |        |                  | Казань Attendance: 230 |
| 31 липня 2015 20:10 | протокол | Сілва 2                                  | Голів  | Бойд, Макелрой 2 | Казань Attendance: 230 |

Плей-оф
| 2 серпня 2015 17:30 | протокол | Бразилія                                 | 3 – 7 | США    | Казань Attendance: 2,090 |
| 2 серпня 2015 17:30 | протокол | Рахунок за періодами: 0–2, 1–1, 1–1, 1–3 |       |        | Казань Attendance: 2,090 |
| 2 серпня 2015 17:30 | протокол | троє гравців 1                           | Голів | Манн 3 | Казань Attendance: 2,090 |

Півфінали за 9-12-те місця
| 4 серпня 2015 13:30 | протокол | Бразилія                                 | 16 – 5 | ПАР               | Казань Attendance: 213 |
| 4 серпня 2015 13:30 | протокол | Рахунок за періодами: 7–3, 2–2, 3–0, 4–0 |        |                   | Казань Attendance: 213 |
| 4 серпня 2015 13:30 | протокол | Врлич 5                                  | Голів  | п'ятеро гравців 1 | Казань Attendance: 213 |

Ninth place game
| 6 серпня 2015 12:10 | протокол | Канада                                                 | 7 – 7 | Бразилія  | Казань Attendance: 308 |
| 6 серпня 2015 12:10 | протокол | Рахунок за періодами: 2–2, 1–1, 2–3, 2–1 Пенальті: 5–3 |       |           | Казань Attendance: 308 |
| 6 серпня 2015 12:10 | протокол | Конвей, Кубада 2                                       | Голів | Делгадо 3 | Казань Attendance: 308 |

### Жіночий турнір
Склад команди
- Тесс Олівейра
- Діана Абла
- Маріна Забліт
- Маріана Дуарте
- Лусіанне Барронкас
- Ізабелла Шяппіні
- Аманда Олівейра
- Луїза Карвальйо
- Мелані Діас
- Вівіана Байя
- Лорена Боржес
- Габріела Монтельято
- Вікторія Шаморро

Груповий етап
| Поз | Команда  | І | В | Н | П | ГЗ | ГП | РГ  | О | Кваліфікація         |
| --- | -------- | - | - | - | - | -- | -- | --- | - | -------------------- |
| 1   | Італія   | 3 | 3 | 0 | 0 | 40 | 18 | +22 | 6 | Вийшли у чвертьфінал |
| 2   | США      | 3 | 2 | 0 | 1 | 39 | 14 | +25 | 4 | Вийшли в плей-оф     |
| 3   | Бразилія | 3 | 1 | 0 | 2 | 19 | 36 | −17 | 2 | Вийшли в плей-оф     |
| 4   | Японія   | 3 | 0 | 0 | 3 | 13 | 43 | −30 | 0 |                      |

| 26 липня 2015 17:30 | протокол | Бразилія                                 | 2 – 13 | США        | Казань Attendance: 1,880 |
| 26 липня 2015 17:30 | протокол | Рахунок за періодами: 0–6, 0–3, 1–2, 1–2 |        |            | Казань Attendance: 1,880 |
| 26 липня 2015 17:30 | протокол | Шяппіні, Олівейра 1                      | Голів  | Стеффенс 3 | Казань Attendance: 1,880 |

| 28 липня 2015 13:30 | протокол | Бразилія                                 | 11 – 8 | Японія   | Казань Attendance: 543 |
| 28 липня 2015 13:30 | протокол | Рахунок за періодами: 4–2, 2–1, 4–3, 1–2 |        |          | Казань Attendance: 543 |
| 28 липня 2015 13:30 | протокол | Шяппіні 5                                | Голів  | Накано 3 | Казань Attendance: 543 |

| 30 липня 2015 09:30 | протокол | Бразилія                                 | 6 – 15 | Італія              | Казань Attendance: 617 |
| 30 липня 2015 09:30 | протокол | Рахунок за періодами: 0–3, 1–5, 3–3, 2–4 |        |                     | Казань Attendance: 617 |
| 30 липня 2015 09:30 | протокол | Олівейра 4                               | Голів  | Б'янконі, Радіччі 3 | Казань Attendance: 617 |

Плей-оф
| 1 серпня 2015 20:10 | протокол | Бразилія                                 | 8 – 10 | КНР            | Казань Attendance: 350 |
| 1 серпня 2015 20:10 | протокол | Рахунок за періодами: 1–2, 1–3, 4–3, 2–2 |        |                | Казань Attendance: 350 |
| 1 серпня 2015 20:10 | протокол | Шяппіні 5                                | Голів  | троє гравців 2 | Казань Attendance: 350 |

Півфінали за 9-12-те місця
| 3 серпня 2015 13:30 | протокол | Казахстан                                | 5 – 10 | Бразилія  | Казань Attendance: 155 |
| 3 серпня 2015 13:30 | протокол | Рахунок за періодами: 1–2, 0–4, 2–4, 2–0 |        |           | Казань Attendance: 155 |
| 3 серпня 2015 13:30 | протокол | Міршина 3                                | Голів  | Шяппіні 3 | Казань Attendance: 155 |

Гра за 9-те місце
| 5 серпня 2015 12:10 | протокол | Угорщина                                 | 22 – 7 | Бразилія          | Казань Attendance: 205 |
| 5 серпня 2015 12:10 | протокол | Рахунок за періодами: 5–2, 6–2, 6–0, 5–3 |        |                   | Казань Attendance: 205 |
| 5 серпня 2015 12:10 | протокол | Кетсхельї 5                              | Голів  | Шяппіні, Забліт 2 | Казань Attendance: 205 |